# Henri Donnedieu de Vabres
Henri Donnedieu de Vabres (8. července 1880, Nîmes – 14. února 1952, Paříž) byl francouzský profesor práva a soudce během Norimberského procesu.
Před začátkem Norimberského procesu působil Henri Donnedieu de Vabres jako profesor trestního práva na Pařížské univerzitě.
V Norimberku byl hlavním francouzským soudcem. Jako soudce odmítal obviněné odsuzovat za spiknutí za účelem vedení války. Nesouhlasil také s odsouzením generála Alfreda Jodla a jeho stanovisko bylo později citováno německým denacifikačním soudem, který Jodla 28. února 1953 plně rehabilitoval.
Pro odsouzené k smrti, zejména vojáky, považoval za vhodnější zastřelení popravčí četou než oběšení.